# Демократический центр (Латвия)
Демократический центр (латыш. Demokrātiskais centrs) — политическая партия в межвоенной Латвии. Он был основан в августе 1922 года как Латвийская рабочая партия и избирательный блок Народной партии Латвии. В январе 1923 года стороны были объединены.
Первые два президента Латвии (Янис Чаксте и Густавс Земгалс) были представителями демократического центра. На выборах Сейма в 1922 году — 6 мандатов, в 1925 году — 5, в 1928 году — 3, в 1931 году — 6 (из 100). Лидеры — Петерис Юрашевскис, Густавс Земгалс, Карлис Скалбе. Партия ликвидирована после переворота 1934 года.